# Telegrafisten
Telegrafisten är en dansk-norsk långfilm från 1993. Filmen är regisserad av Erik Gustavsson med bland andra Bjørn Floberg, Marie Richardson och Jarl Kulle i rollerna. Manuset bygger på Knut Hamsuns roman Sværmere.

## Handling
Det är historien om en man som satsar allt och vinner. Han är drömmaren, uppfinnaren och älskaren som drivs av sin passion för livet och att kunna förverkliga sina drömmar. Det hela tar plats under några intensiva månader runt sekelskiftet.

## Rollista
| Bjørn Floberg           | – Ove Rolandsen     |
| Marie Richardson        | – Elise Mack        |
| Jarl Kulle              | – Mack              |
| Ole Ernst               | – Kapten Henriksen  |
| Kjersti Holmen          | – Jomfru Van Loos   |
| Bjørn Sundquist         | – Levion            |
| Elisabeth Sand          | – Pastorns fru      |
| Svein Sturla Hungnes    | – Pastor            |
| Camilla Strøm-Henriksen | – Olga              |
| Johan H:son Kjellgren   | – Fredrik           |
| Knut Haugmark           | – Enok              |
| Reidar Sørensen         | – Ulrik             |
| Maria Bonnevie          | – Pernille          |
| Per Jansen              | – Telegrafinspektör |
| Gørild Mauseth          | – Ragna             |